# لارس کروز

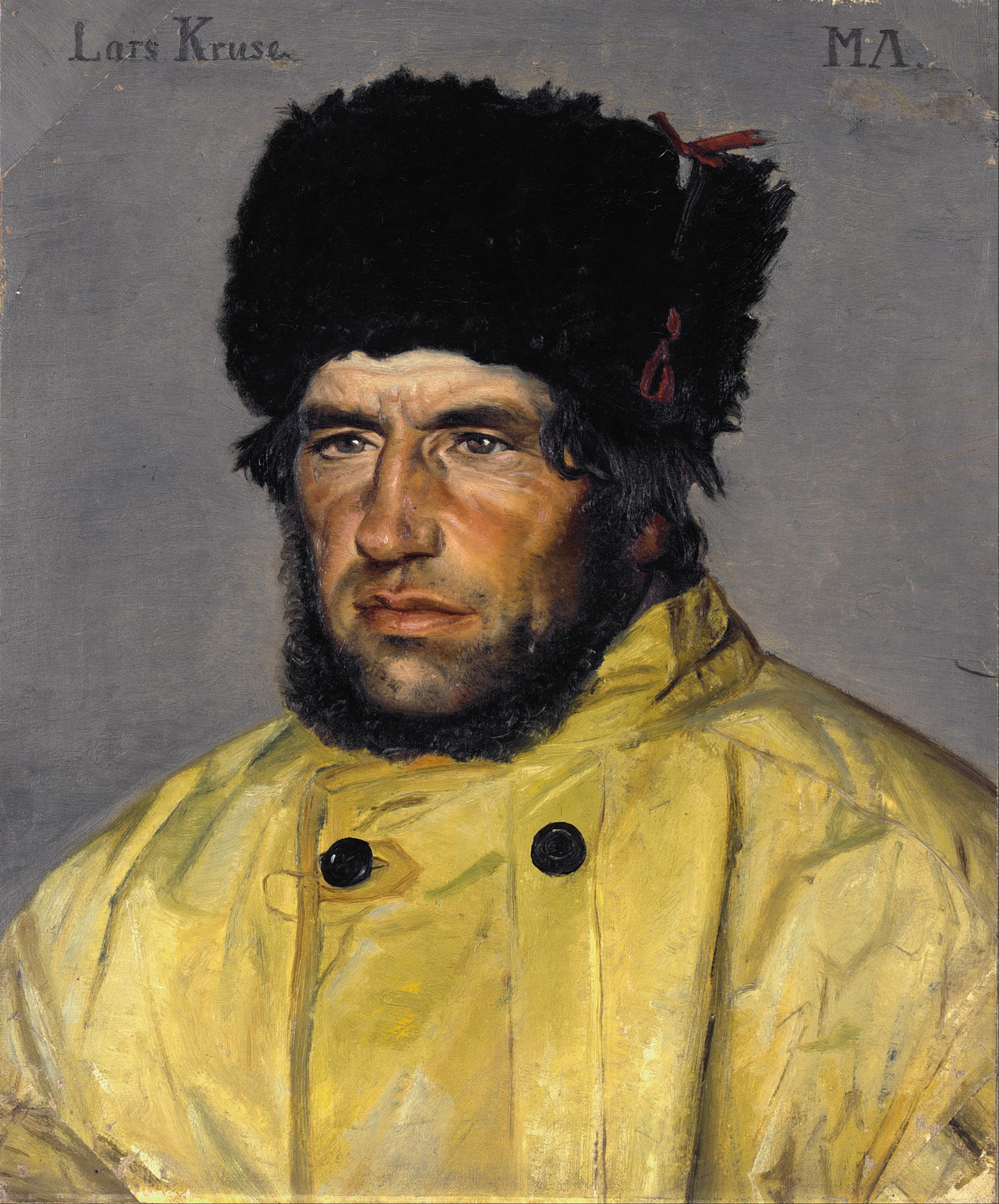
مایکل آنکر: پرتره لارس کروز (۱۸۸۲)

لارس اندرسن کروز (به انگلیسی: Lars Andersen Kruse) (۱۸۹۴–۱۸۲۸) ماهی‌گیر اهل اسکاگن در شمال یوتلاند، دانمارک بود. او نه تنها به خاطر نجات‌های قهرمانانه‌اش بلکه به خاطر پرتره‌هایی که توسط مایکل آنکر نقاشی شده، معروف است. در مورد وی در ادبیات نیز در مجموعه‌ای از اشعار و نثرها سخن به میان آمده‌است.

## زندگی‌نامه

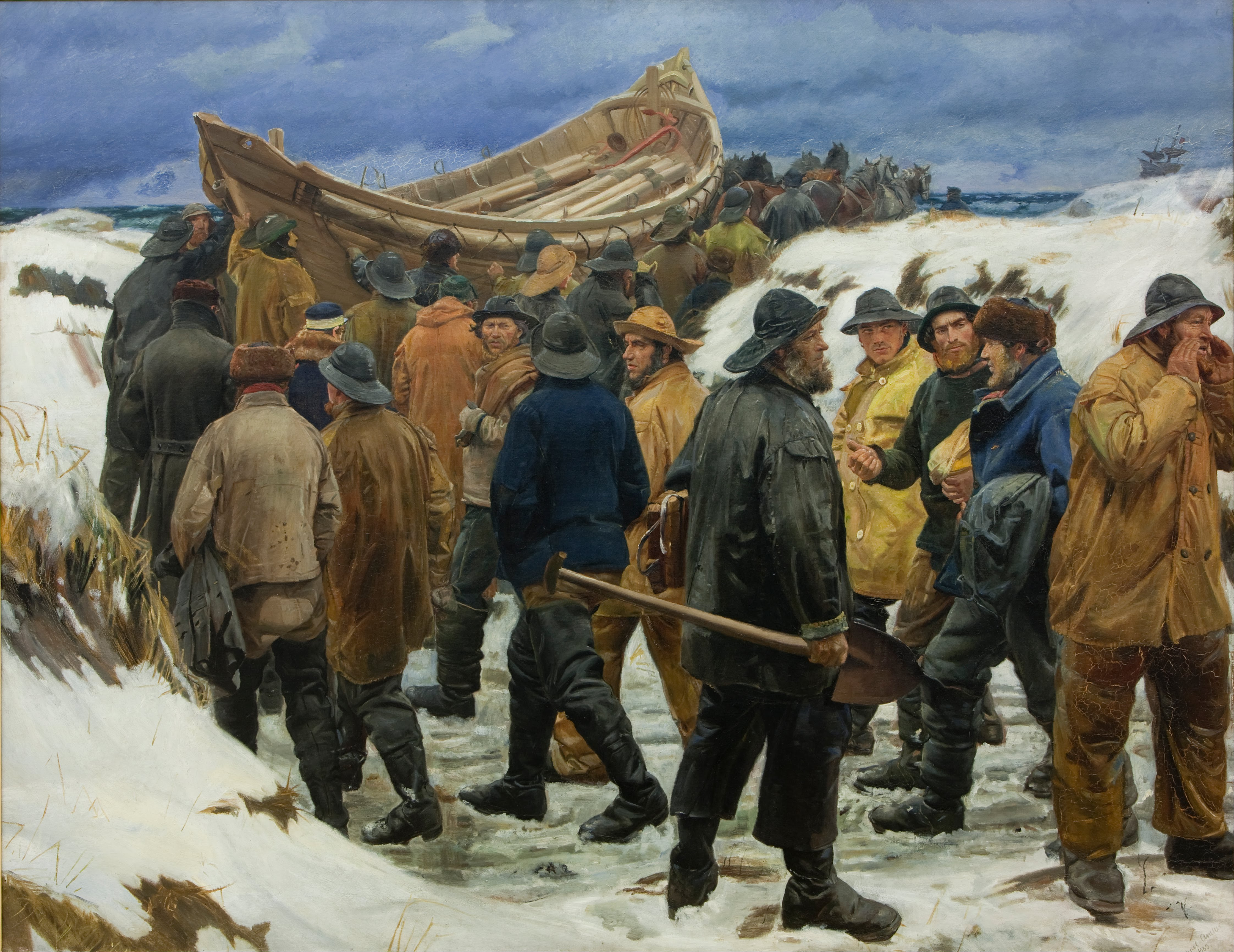
قایق نجات، ۱۸۸۳

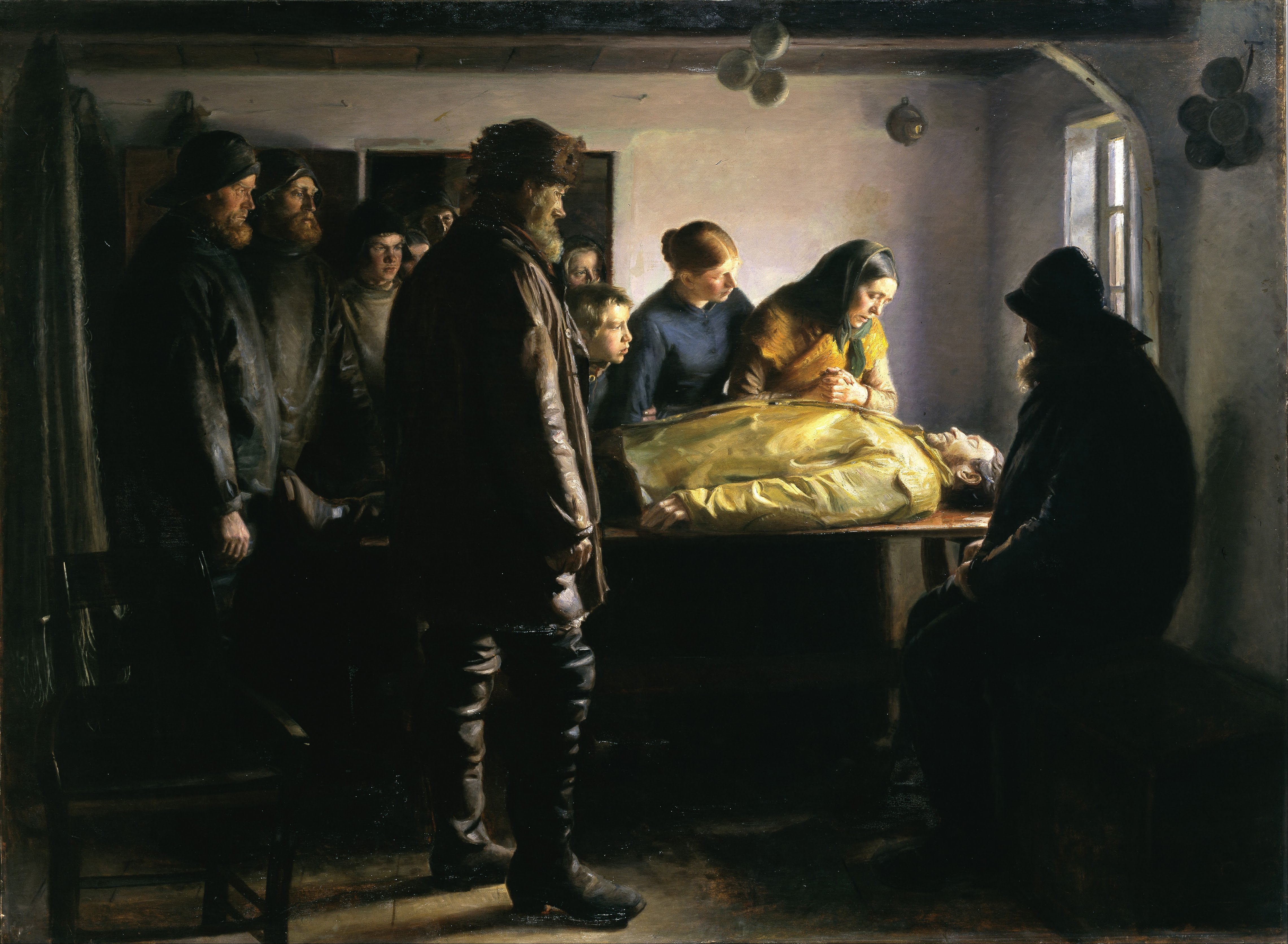
مایکل آنکر: ماهی گیر غرق شده (۱۸۹۶)؛ این نقاشی از مرگ لارس کروز در سال ۱۸۹۴ الهام گرفته شده‌است.

کروز از سنین کودکی در نجات‌های بسیاری در سواحل خطرناک اسکاگن شرکت و به نجات جان حدود ۲۰۰ نفر کمک کرد. یکی از قهرمانانه‌ترین شاهکارهای وی در ۲۷ دسامبر سال ۱۸۶۲ در سواحل شمال اتفاق افتاد که پس از واژگونی قایق نجات و خدمه هشت نفره آن که در حال غرق شدن بودند، کروز قایق خود را به داخل طوفان برد و خدمه کشتی را نجات داد.